# Cucujus grouvellei
Cucujus grouvellei is een keversoort uit de familie platte schorskevers (Cucujidae). De wetenschappelijke naam van de soort werd in 1877 gepubliceerd door Edmund Reitter.